# Cebu
Cebu (en cebuà Sugbo, en castellà Cebú), també anomenada «la Reina del Sud», és una illa de l'arxipèlag de les Visayas, a les Filipines. És l'illa principal de la província de Cebu, a la regió VII o de les Visayas Centrals. Se situa entre les illes de Luzon, al nord; Bohol i Leyte a l'est, separades per l'estret de Cebu; Mindanao, al sud, i Negros i Palawan a l'oest. Es troba a 630 km de Manila, la capital de l'estat. Les ciutats principals en són Cebu, la capital; Bogo, San Remigio, Medellín i Daanbantayan. Té una forma allargada, amb uns 225 km de longitud i 35 km d'amplada. L'extensió de l'illa és de 4.422 km² i l'any 2015 tenia una població d'uns 4.600.000 habitants.